# Donji Vakuf
Donji Vakuf är en ort i Bosnien och Hercegovina. Den ligger i entiteten Federationen Bosnien och Hercegovina, i den centrala delen av landet, 80 km väster om huvudstaden Sarajevo. Donji Vakuf ligger 515 meter över havet och antalet invånare är 7 955.
Terrängen runt Donji Vakuf är huvudsakligen kuperad, men västerut är den bergig. Donji Vakuf ligger nere i en dal. Närmaste större samhälle är Bugojno, 10,4 km söder om Donji Vakuf. 
Omgivningarna runt Donji Vakuf är en mosaik av jordbruksmark och naturlig växtlighet. Runt Donji Vakuf är det ganska tätbefolkat, med 93 invånare per kvadratkilometer.